# Svetovno prvenstvo v hokeju na ledu 2010 - Divizija II
Divizija II Svetovnega prvenstva v hokeju na ledu 2010 se je odvila od 10. do 17. aprila 2010. Na turnirju je sodelovalo 12 reprezentanc. 
Tekme so igrali v dvorani v Lomas Verdesu, Naucalpan, Mehika, in v Ledeni dvorani Kreenholm v Narvi, Estonija.

## Sodelujoče države

### Skupina A
| Reprezentanca | Rezultat iz leta 2009                                                                  |
| ------------- | -------------------------------------------------------------------------------------- |
| Avstralija    | Udeležbo so si zagotovili s šestim mestom in izpadom v skupini A v Diviziji I 2009.    |
| Belgija       | Udeležbo so si zagotovili z drugim mestom v skupini B v Diviziji II 2009.              |
| Španija       | Udeležbo so si zagotovili s tretjim mestom v skupini B v Diviziji II 2009.             |
| Bolgarija     | Udeležbo so si zagotovili s četrtim mestom v skupini B v Diviziji II 2009.             |
| Mehika        | Gostiteljica; udeležbo so si zagotovili s petim mestom v skupini B v Diviziji II 2009. |
| Turčija       | Udeležbo so si zagotovili z drugim mestom v Diviziji III 2009.                         |

### Skupina B
| Reprezentanca  | Rezultat iz leta 2009                                                                   |
| -------------- | --------------------------------------------------------------------------------------- |
| Romunija       | Udeležbo so si zagotovili s šestim mestom in izpadom v skupini B v Diviziji I 2009.     |
| Estonija       | Gostiteljica; udeležbo so si zagotovili z drugim mestom v skupini A v Diviziji II 2009. |
| Kitajska       | Udeležbo so si zagotovili s tretjim mestom v skupini A v Diviziji II 2009.              |
| Islandija      | Udeležbo so si zagotovili s četrtim mestom v skupini A v Diviziji II 2009.              |
| Izrael         | Udeležbo so si zagotovili s petim mestom v skupini A v Diviziji II 2009.                |
| Nova Zelandija | Udeležbo so si zagotovili s prvim mestom v Diviziji III 2009.                           |

## Skupina A

### Končna lestvica
|   | Reprezentanca | OT | Z | ZPP | PPP | P | GF | GA | GR  | TOČ |
| - | ------------- | -- | - | --- | --- | - | -- | -- | --- | --- |
| 1 | Španija       | 5  | 5 | 0   | 0   | 0 | 35 | 7  | 28  | 15  |
| 2 | Avstralija    | 5  | 4 | 0   | 0   | 1 | 31 | 15 | 16  | 12  |
| 3 | Belgija       | 5  | 3 | 0   | 0   | 2 | 26 | 18 | 8   | 9   |
| 4 | Bolgarija     | 5  | 2 | 0   | 0   | 3 | 28 | 31 | –3  | 6   |
| 5 | Mehika        | 5  | 1 | 0   | 0   | 4 | 17 | 21 | –4  | 3   |
| 6 | Turčija       | 5  | 0 | 0   | 0   | 5 | 8  | 53 | –45 | 0   |

Španija napreduje v Divizijo I za 2011.
Turčija je izpadla v Divizijo III za 2011.

### Rezultati
| Reprezentanca | Avstralija | Belgija | Bolgarija | Mehika | Španija | Turčija |
| ------------- | ---------- | ------- | --------- | ------ | ------- | ------- |
| Avstralija    |            | 5–2     | 11–4      | 5–2    | 0–6     | 10–1    |
| Belgija       | 2–5        |         | 5–4       | 5–2    | 1–6     | 13–1    |
| Bolgarija     | 4–11       | 4–5     |           | 5–2    | 3–10    | 12–3    |
| Mehika        | 2–5        | 2–5     | 2–5       |        | 2–4     | 9–2     |
| Španija       | 6–0        | 6–1     | 10–3      | 4–2    |         | 9–1     |
| Turčija       | 1–10       | 1–13    | 3–12      | 2–9    | 1–9     |         |

### Tekme
| 11. april 2010 | Španija | 6 – 0 | Avstralija | Lomas Verdes, Naucalpan |

| Poročilo tekme | Poročilo tekme | Poročilo tekme  | Poročilo tekme | Poročilo tekme                       |
| -------------- | --- | --------------- | -------------- | ------------------------------------ |
| Začetek: 13:00 | 1:13 – Martin 6:15 – Munoz (Barnola, Perez) (PP) 28:01 – Munoz 41:04 – Betran (Pedraz) 46:53 – Munoz (Pedraz) 52:14 – Munoz (Betran) | (2–0, 1–0, 3–0) |                | Gledalci: 640 Sodnik: Shane Warschaw |

| 11. april 2010 | Turčija | 3 – 12 | Bolgarija | Lomas Verdes, Naucalpan |

| Poročilo tekme | Poročilo tekme                                                                   | Poročilo tekme  | Poročilo tekme | Poročilo tekme                       |
| -------------- | -------------------------------------------------------------------------------- | --------------- | --- | ------------------------------------ |
| Začetek: 16:30 | 25:50 – Ozmen (Coskun) 37:40 – Ozturk (Yapicilar) (PP) 43:53 – Tasdemir (Baykan) | (0–4, 2–2, 1–6) | 6:23 – Muhačov (Asenov) (PP) 8:29 – Jotov (Muhačov) (PP) 9:58 – Hadžitonev (Bojadžiev) 19:37 – Muhačov 26:27 – Hadžitonev (Bojadžiev) 39:31 – Asenov (Jotov, Muhačov) 46:41 – Hadžitonev (Bojadžiev, Giurov) 49:34 – Jotov (Mladenov, Muhačov) 52:29 – Slavčev 57:30 – Bojadžiev 59:09 – Morgunov (Muhačov) 59:45 – Jotov (Muhačov, Morgunov) | Gledalci: 750 Sodnik: Kimmo Hokkanen |

| 11. april 2010 | Belgija | 5 – 2 | Mehika | Lomas Verdes, Naucalpan |

| Poročilo tekme | Poročilo tekme | Poročilo tekme  | Poročilo tekme                                          | Poročilo tekme                          |
| -------------- | --- | --------------- | ------------------------------------------------------- | --------------------------------------- |
| Začetek: 20:00 | 0:36 – M. Morgan (V. Morgan, Peussens) 1:24 – V. Camelbeeck (Kolodziejczyk) 36:57 – Peussens (M. Morgan, V. Morgan) 38:08 – Gyesbreghs (Engelen) 48:28 – van Buren (V. Camelbeeck) | (2–1, 2–0, 1-1) | 7:16 – Cervantes (Arroyo) (PP2) 44:16 – Ortega (Sierra) | Gledalci: 2400 Sodnik: Graham Skilliter |

| 12. april 2010 | Avstralija | 11 – 4 | Bolgarija | Lomas Verdes, Naucalpan |

| Poročilo tekme | Poročilo tekme | Poročilo tekme  | Poročilo tekme | Poročilo tekme                     |
| -------------- | --- | --------------- | --- | ---------------------------------- |
| Začetek: 13:00 | 5:34 – Darge (Powell) (PP) 5:56 – T. Stephenson (Villani, S. Stephenson) 12:57 – Webster (Wilson, Franchini) (PP) 24:09 – Darge (Franchini) 26:45 – Webster 27:41 – Darge (Wilson, Powell) 28:39 – Bourke (Beaton, Delsar) 33:17 – Webster (Starke, Wilson) (PP2) 35:23 – Beaton (Delsar, Bourke) (PP) 42:03 – Franchini (Darge, Powell) 54:30 – Oddy (Sekura, Webster) | (3–0, 6–3, 2–1) | 29:39 – Jotov (Stefanov) 33:44 – Muhačov (Jotov, Morgunov) (SH) 36:49 – Bojadžiev (Mladenov, Vasilev) 51:39 – Muhačov (Jotov, Stoev) | Gledalci: 100 Sodnik: Igor Dremelj |

| 12. april 2010 | Belgija | 1 – 6 | Španija | Lomas Verdes, Naucalpan |

| Poročilo tekme | Poročilo tekme                                | Poročilo tekme  | Poročilo tekme | Poročilo tekme                       |
| -------------- | --------------------------------------------- | --------------- | --- | ------------------------------------ |
| Začetek: 16:30 | 26:07 - van Buren (Steijnen, Gyesbreghs) (PP) | (0–0, 1–2, 0–4) | 22:05 - Betran (J. Munoz, Pedraz) 31:42 - Parra (Perez) (PP) 50:31 - J. Munoz 54:19 - J. Munoz (Pedraz) 54:51 - Echevarria (Brabo) 56:52 - Pedraz (Betran, J. Munoz) (PP) | Gledalci: 200 Sodnik: Kimmo Hokkanen |

| 12. april 2010 | Mehika | 9 – 2 | Turčija | Lomas Verdes, Naucalpan |

| Poročilo tekme | Poročilo tekme | Poročilo tekme  | Poročilo tekme                                                      | Poročilo tekme                        |
| -------------- | --- | --------------- | ------------------------------------------------------------------- | ------------------------------------- |
| Začetek: 20:00 | 15:20 - Chabat (Arroyo, Ugarte) (PP) 18:25 - Cervantes (PP) 21:07 - Ortega (Arroyo) (PP) 24:49 - Cervantes (Arroyo) (PP2) 29:49 - Sierra (de la Vega) (PP2) 47:25 - Arroyo (de la Vega, Ugarte) (PP) 57:10 - Cervantes (Chabat) 57:27 - Arroyo (Sierra) 57:35 - Ortega (Arroyo, Sierra) | (2–1, 3–1, 4–0) | 17:19 - Akturk (Kosemen, Solak) (PP) 35:24 - Tasdemir (Coskun) (PP) | Gledalci: 1000 Sodnik: Shane Warschaw |

| 14. april 2010 | Belgija | 13 – 1 | Turčija | Lomas Verdes, Naucalpan |

| Poročilo tekme | Poročilo tekme | Poročilo tekme  | Poročilo tekme         | Poročilo tekme                       |
| -------------- | --- | --------------- | ---------------------- | ------------------------------------ |
| Začetek: 13:00 | 1:58 – Raekelboom (Camelbeeck, van Buren) (PP) 11:52 – Vercammen 15:34 – V. Morgan (Lipsonen, Peussens) 20:26 – M. Morgan (V. Morgan, Peussens) 24:21 – M. Morgan (Peussens, Lipsonen) 25:29 – van Buren (Steijnen, Kolodziejczyk) 29:16 – van Buren (Camelbeeck, Raekelboom) 31:07 – Vroemans (Peussens, van Buren) (PP) 34:27 – Steijnen (Camelbeeck, Vos) (PP) 45:07 – M. Morgan (V. Morgan, Peussens) 46:05 – Kolodziejczyk (Steijnen) 51:32 – Lipsonen (M. Morgan, V. Morgan) (PP) 53:40 – Raekelboom (Steijnen, van Buren) (PP) | (3–1, 6–0, 4–0) | 13:30 – Gumus (Ozturk) | Gledalci: 100 Sodnik: Kimmo Hokkanen |

| 14. april 2010 | Španija | 10 – 3 | Bolgarija | Lomas Verdes, Naucalpan |

| Poročilo tekme | Poročilo tekme | Poročilo tekme  | Poročilo tekme                                                                | Poročilo tekme                         |
| -------------- | --- | --------------- | ----------------------------------------------------------------------------- | -------------------------------------- |
| Začetek: 16:30 | 4:35 – J. Munoz (Pedraz, Boronat) (PP) 17:29 – P. Munoz (Echevarria, Barnola) 18:46 – Pedraz (J. Munoz, Betran) 28:25 – Barnola (Brabo, Echevarria) 47:38 – P. Munoz (Echevarria, Barnola) 51:35 – Parra (J. Munoz) 56:30 – Echevarria (P. Munoz, Barnola) (PP) 58:44 – Parra (Betran, J. Munoz) (SH) 58:58 – Ribot-Tona 59:47 – Parra (PS) | (3–2, 1–0, 6–1) | 16:21 – Jotov (Stefanov) 17:13 – Asenov (Muhačov, Jotov) (PP) 49:15 – Muhačov | Gledalci: 200 Sodnik: Graham Skilliter |

| 14. april 2010 | Avstralija | 5 – 2 | Mehika | Lomas Verdes, Naucalpan |

| Poročilo tekme | Poročilo tekme | Poročilo tekme  | Poročilo tekme                                                               | Poročilo tekme                      |
| -------------- | --- | --------------- | ---------------------------------------------------------------------------- | ----------------------------------- |
| Začetek: 20:00 | 4:54 – Oddy (Wilson) (PP) 11:51 – Peterson (Powell) 16:25 – Huxley (Oddy) 50:37 – Webster 55:32 – Darge (Powell, Franchini) | (3–1, 0–0, 2–1) | 15:05 – Glennie (Cervantes, Ugarte) (PP) 48:47 – Arroyo (M. Sierra, Rosette) | Gledalci: 2000 Sodnik: Igor Dremelj |

| 16. april 2010 | Bolgarija | 4 – 5 | Belgija | Lomas Verdes, Naucalpan |

| Poročilo tekme | Poročilo tekme                                                                                            | Poročilo tekme  | Poročilo tekme | Poročilo tekme                     |
| -------------- | --- | --------------- | --- | ---------------------------------- |
| Začetek: 13:00 | 17:39 – Jotov 27:35 – Jotov (Muhačov, Morgunov) (PP) 34:05 – Asenov (Jotov, Muhačov) (PP) 38:31 – Muhačov | (1–3, 3–1, 0–1) | 6:48 – van Buren (Steijnen, Raekelboom) 10:06 – Gyesbreghs (M. Morgan, V. Morgan) (PP) 18:11 – van Buren (Steijnen, Raekelboom) 36:06 – van Buren 53:08 – M. Morgan (V. Morgan, Paulus) (PP) | Gledalci: 150 Sodnik: Igor Dremelj |

| 16. april 2010 | Turčija | 1 – 10 | Avstralija | Lomas Verdes, Naucalpan |

| Poročilo tekme | Poročilo tekme     | Poročilo tekme  | Poročilo tekme | Poročilo tekme                         |
| -------------- | ------------------ | --------------- | --- | -------------------------------------- |
| Začetek: 16:30 | 49:32 – Gumus (PP) | (0–3, 0–4, 1–3) | 0:55 – Webster (Oddy) 7:26 – Powell (Franchini, Peterson) 11:54 – Webster (Oddy, Huxley) 21:42 – Webster (Wilson) 22:58 – Wilson (S. Stephenson, T. Stephenson) (PP) 29:43 – S. Stephenson (Beaton, T. Stephenson) 34:19 – Powell (S. Stephenson, Huxley) 45:21 – Bourke (SH) 54:19 – Delsar (Beaton, Price) (PP) 59:40 – Bourke | Gledalci: 500 Sodnik: Graham Skilliter |

| 16. april 2010 | Mehika | 2 – 4 | Španija | Lomas Verdes, Naucalpan |

| Poročilo tekme | Poročilo tekme                                         | Poročilo tekme  | Poročilo tekme                                                                               | Poročilo tekme                        |
| -------------- | ------------------------------------------------------ | --------------- | -------------------------------------------------------------------------------------------- | ------------------------------------- |
| Začetek: 20:00 | 39:40 – Ugarte (Cervantes, Arroyo) (PP) 45:07 – Ortega | (0–1, 1–1, 1–2) | 6:58 – Brabo (Martin) (PP) Munoz (Betran, Pedraz) 51:26 – Perez (Martin) 59:54 – Martin (EN) | Gledalci: 3000 Sodnik: Shane Warschaw |

| 17. april 2010 | Avstralija | 5 – 2 | Belgija | Lomas Verdes, Naucalpan |

| Poročilo tekme | Poročilo tekme | Poročilo tekme  | Poročilo tekme                                             | Poročilo tekme                          |
| -------------- | --- | --------------- | ---------------------------------------------------------- | --------------------------------------- |
| Začetek: 13:00 | 3:45 – T. Stephenson (S. Stephenson, Villani) 5:53 – Sekura (Oddy, Webster) (PP) 10:21 – Franchini (Darge, Powell) 29:02 – T. Stephenson (S. Stephenson, Villani) 32:02 – T. Stephenson (Manco) | (3–1, 2–0, 0–1) | 13:13 – V. Morgan (Engelen) 54:36 – M. Morgan (Gyesbreghs) | Gledalci: 200 Sodnik: Graham Skillitier |

| 17. april 2010 | Španija | 9 – 1 | Turčija | Lomas Verdes, Naucalpan |

| Poročilo tekme | Poročilo tekme | Poročilo tekme  | Poročilo tekme                | Poročilo tekme                     |
| -------------- | --- | --------------- | ----------------------------- | ---------------------------------- |
| Začetek: 16:30 | 7:42 – Betran (Munoz, Pedraz) 8:19 – Perez (Martin, Brabo) 8:49 – Valle (Matrin, Perez) 10:19 – Munoz (Pedraz, Parra) 14:51 – Boronat (Ribot-Tona, Vazquez) 16:08 – Munoz (Echevarria, Roshchyn) 34:33 – Munoz (Pedraz, Boronat) 44:57 – Munoz (Pedraz, Betran) 54:43 – Boronat (Vazquez) | (6–0, 1–0, 2–1) | 44:24 – Solak (Halil, Aktepe) | Gledalci: 500 Sodnik: Igor Dremelj |

| 17. april 2010 | Bolgarija | 5 – 2 | Mehika | Lomas Verdes, Naucalpan |

| Poročilo tekme | Poročilo tekme | Poročilo tekme  | Poročilo tekme                                                    | Poročilo tekme                        |
| -------------- | --- | --------------- | ----------------------------------------------------------------- | ------------------------------------- |
| Začetek: 20:00 | 6:29 – Jotov (Kančev) 12:29 – Asenov (Vasilev, Jotov) (PP) 15:03 – Muhačov (Jotov, Asenov) 19:46 – Bojadžiev (Hadžitonev) 59:24 – Slavčev (EN) | (4–1, 0–0, 1–1) | 5:08 – Arroyo (Ortega, Miller) 48:20 – Arroyo (Ortega, M. Sierra) | Gledalci: 3000 Sodnik: Kimmo Hokkanen |

### Nagrade
Najboljši igralci, izbrani s strani direktorata: 
- Najboljši vratar:  Andres de la Garma
- Najboljši branilec:  Anthony Wilson
- Najboljši napadalec:  Juan Munoz

### Vodilni strelci
| Igralec           | OT | G  | P  | TOČ | +/- | KM |
| ----------------- | -- | -- | -- | --- | --- | -- |
| Juan Muñoz        | 5  | 10 | 6  | 16  | +13 | 4  |
| Aleksej Jotov     | 5  | 8  | 7  | 15  | +10 | 12 |
| Stanislav Muhačov | 5  | 7  | 8  | 15  | +9  | 6  |
| Alejandro Pedraz  | 5  | 2  | 10 | 12  | +11 | 0  |
| Brian Arroyo      | 5  | 5  | 6  | 11  | 0   | 2  |
| Sven van Buren    | 5  | 7  | 3  | 10  | +3  | 14 |
| Lliam Webster     | 5  | 7  | 2  | 9   | +5  | 12 |
| Mitch Morgan      | 5  | 6  | 3  | 9   | +6  | 6  |
| Adrian Betran     | 5  | 3  | 6  | 9   | +15 | 2  |
| Vincent Morgan    | 5  | 2  | 7  | 8   | +5  | 6  |

### Vodilni vratarji
V preglednici je navedenih najboljših pet vratarjev, ki so za svoje reprezentance na ledu prebili vsaj 40% igralnega časa.
| Igralec             | MIN    | SOG | GA | GAA  | %     | SO |
| ------------------- | ------ | --- | -- | ---- | ----- | -- |
| Ander Alcaine       | 240:00 | 136 | 6  | 1.50 | 95,59 | 1  |
| Matthew Ezzy        | 180:00 | 150 | 10 | 3.33 | 93,33 | 0  |
| Anthony Kimlin      | 120:00 | 120 | 5  | 2.50 | 91,67 | 0  |
| Konstantin Mihajlov | 271:21 | 270 | 24 | 5.31 | 91,11 | 0  |
| Andres de la Garma  | 178:09 | 94  | 12 | 4.04 | 87,23 | 0  |

Za obrazložitev tabele glej sem.

## Skupina B

### Končna lestvica
|   | Reprezentanca  | OT | Z | ZPP | PPP | P | GF | GA | GR  | TOČ |
| - | -------------- | -- | - | --- | --- | - | -- | -- | --- | --- |
| 1 | Estonija       | 5  | 5 | 0   | 0   | 0 | 62 | 5  | 57  | 15  |
| 2 | Romunija       | 5  | 4 | 0   | 0   | 1 | 47 | 14 | 33  | 12  |
| 3 | Islandija      | 5  | 3 | 0   | 0   | 2 | 16 | 18 | -2  | 9   |
| 4 | Nova Zelandija | 5  | 2 | 0   | 0   | 3 | 9  | 39 | -30 | 6   |
| 5 | Kitajska       | 5  | 1 | 0   | 0   | 4 | 12 | 26 | -15 | 3   |
| 6 | Izrael         | 5  | 0 | 0   | 0   | 5 | 11 | 55 | -44 | 0   |

Estonija napreduje v Divizijo I za 2011.
Izrael je izpadel v Divizijo III za 2011.

### Rezultati
| Reprezentanca  | Estonija | Islandija | Izrael | Kitajska | Nova Zelandija | Romunija |
| -------------- | -------- | --------- | ------ | -------- | -------------- | -------- |
| Estonija       |          | 6–1       | 17–3   | 15–0     | 17–0           | 7–1      |
| Islandija      | 1–6      |           | 6–2    | 3–1      | 3–1            | 3–8      |
| Izrael         | 3–17     | 2–6       |        | 2–7      | 4–5            | 0–20     |
| Kitajska       | 0–15     | 1–3       | 7–2    |          | 1–2            | 3–4      |
| Nova Zelandija | 0–17     | 1–3       | 5–4    | 2–1      |                | 1–14     |
| Romunija       | 1–7      | 8–3       | 20–0   | 4–3      | 14–1           |          |

### Tekme
| 10. april 2010 | Nova Zelandija | 1 – 3 | Islandija | Ledena dvorana Kreenholm, Narva |

| Poročilo tekme | Poročilo tekme     | Poročilo tekme  | Poročilo tekme                                                              | Poročilo tekme                        |
| -------------- | ------------------ | --------------- | --------------------------------------------------------------------------- | ------------------------------------- |
| Začetek: 13:00 | 44:17 - Huber (SH) | (0–0, 0–2, 1–1) | 24:54 - Magnusson (Gislason) 33:37 - Jonsson (Alengaarde) 57:32 - Magnusson | Gledalci: 128 Sodnik: Pawel Meszynski |

| 10. april 2010 | Kitajska | 3 – 4 | Romunija | Ledena dvorana Kreenholm, Narva |

| Poročilo tekme | Poročilo tekme                                                                 | Poročilo tekme  | Poročilo tekme | Poročilo tekme                       |
| -------------- | ------------------------------------------------------------------------------ | --------------- | --- | ------------------------------------ |
| Začetek: 16:30 | 4:10 - Fu (Chen, Yin) (PP) 11:49 - Jiang (Cui, Fu) 22:06 - Chen (Cui, Fu) (PP) | (2–0, 1–1, 0–3) | 33:38 - C. Nagy (Hozo, Kosa) 43:43 - Moldovan (L. Peter, Kosa) 49:26 - Virag (Molnar, Z. Antal) 50:00 - Hozo (Szocs, Adorjan) | Gledalci: 253 Sodnik: Ruud van Baast |

| 10. april 2010 | Estonija | 17 – 3 | Izrael | Ledena dvorana Kreenholm, Narva |

| Poročilo tekme | Poročilo tekme | Poročilo tekme  | Poročilo tekme                                                                                     | Poročilo tekme                      |
| -------------- | --- | --------------- | -------------------------------------------------------------------------------------------------- | ----------------------------------- |
| Začetek: 20:00 | 3:31 - Makrov (Petrov, Suur) (PP) 4:27 - Suur (Titarenko) 6:44 - Titarenko (Nekrassov, Semjonov) (PP) 11:31 - Titarenko (Nekrassov, Suur) 12:26 - Kolpakov (Sibirtsev, Kaljuste) 23:00 - Sibirtsev (Sorokin) 24:33 - Nekrassov (Semjonov) 35:45 - Sorokin (Nekrassov) (SH) 36:31 - Suur (Makrov, Sildre) (SH) 42:28 - Titarenko (Kolpakov, Semjonov) 44:02 - Petrov (Ivanov, Pankov) 48:51 - Ivanov (Suur) 52:30 - Makrov (Ossipov) 52:48 - Ivanov (Makrov, Petrov) 53:18 - Petrov (Makrov, Ivanov) 56:43 - Suur 59:46 - Sorokin (Makrov, Suur) | (5–0, 4–2, 8–1) | 20:50 - Frenkel (Sherbatov, Korotin) 32:15 - Sherbatov (Norman) 52:10 - Norman (Nemenoff, Frenkel) | Gledalci: 852 Sodnik: Andris Ansons |

| 11. april 2010 | Romunija | 8 – 3 | Islandija | Ledena dvorana Kreenholm, Narva |

| Poročilo tekme | Poročilo tekme | Poročilo tekme  | Poročilo tekme                                                                                                 | Poročilo tekme                       |
| -------------- | --- | --------------- | --- | ------------------------------------ |
| Začetek: 13:00 | 5:15 - Virag 8:56 - Virag (Antal) 29:57 - Antal (Molnar, Virag) 31:43 - Goga (L. Peter) 42:36 - I. Nagy (Molnar) 43:56 - Zsok (Basilidesz, Mihaly) 55:10 - Molnar (Hozo) 59:49 - Papp (Mihaly, Zsok) | (2–0, 2–1, 4–2) | 39:03 - R. Hedstrom (Magnusson, Alengaard) (PP) 45:35 - Alengaard (Maack) 52:36 - Thormodsson (Magnusson) (PP) | Gledalci: 88 Sodnik: Pawel Meszynski |

| 11. april 2010 | Izrael | 4 – 5 | Nova Zelandija | Ledena dvorana Kreenholm, Narva |

| Poročilo tekme | Poročilo tekme | Poročilo tekme  | Poročilo tekme | Poročilo tekme         |
| -------------- | --- | --------------- | --- | ---------------------- |
| Začetek: 16:30 | 23:20 – Sherbatov (Belo, Frenkel) 24:43 – Spivak (Sherbatov, Levy) (PP) 26:07 – Revniaga (Norman, Belo) 47:47 – Frenkel (Levy, Sherbatov) | (0–1, 3–3, 1–1) | 19:39 – Huber (Eaden, Speirs) 30:20 – Wannamaker (Down, Huber) 33:36 – Wannamaker (Hay, Haines) 39:33 – Eaden (Speirs, Idoine) 52:50 – Eaden (Speirs, Huber) | Sodnik: Ruud van Baast |

| 11. april 2010 | Estonija | 15 – 0 | Kitajska | Ledena dvorana Kreenholm, Narva |

| Poročilo tekme | Poročilo tekme | Poročilo tekme  | Poročilo tekme | Poročilo tekme                    |
| -------------- | --- | --------------- | -------------- | --------------------------------- |
| Začetek: 20:00 | 2:15 – Nekrassov (Titarenko, Semjonov) 2:35 – Makrov (Ossipov) 10:27 – Petrov (Makrov, Ivanov) 12:16 – Makrov (Kolpakov) 16:43 – Makrov (Petrov) 20:51 – Makrov (Ivanov, Suur) (PP) 22:02 – Rooba (SH) 24:28 – Ivanov (Makrov, Petrov) 29:16 – Suur (Petrov, Ivanov) (PP) 37:43 – Semjonov (Sildre, Titarenko) (PP) 39:43 – Makrov (Suur) (PP) 46:43 – Suur (Petrov) (PP) 50:35 – Ossipov 53:14 – Petrov (Makrov, Suur) 54:14 – Ossipov (PP) | (5–0, 6–0, 4–0) |                | Gledalci: 1267 Sodnik: Asger Krog |

| 13. april 2010 | Romunija | 20 – 0 | Izrael | Ledena dvorana Kreenholm, Narva |

| Poročilo tekme | Poročilo tekme | Poročilo tekme  | Poročilo tekme | Poročilo tekme                  |
| -------------- | --- | --------------- | -------------- | ------------------------------- |
| Začetek: 13:00 | 4:06 - Virag (I. Antal, Molnar) 5:05 - Szocs (Basildesz) (SH) 8:53 - Molnar (Z. Antal, I, Antal) 10:34 - Basilidesz 12:29 - Timaru (Moldovan) (SH) 18:04 - Z. Antal (Szocs) (SH) 19:27 - Gliga (R. Peter, I Nagy) 22:37 - Timaru (L. Peter, Moldovan) 23:09 - Z. Antal (Adorjan) 25:52 - Basilidesz (Zsok, Mihaly) (PP) 26:26 - Moldovan (Adorjan, L. Peter) 29:39 - C. Nagy (Adorjan, I. Antal) 36:01 - Gliga 37:48 - Moldovan (I. Nagy) 39:34 - I. Antal (Virag) 41:15 - Mihaly 43:57 - Virag (Adorjan) 45:07 - Gliga (R. Peter) (PP) 46:03 - Basilidesz (Zsok) (PP) 48:48 - R. Peter (Gliga, Hozo) | (7–0, 8–0, 5–0) |                | Gledalci: 87 Sodnik: Asger Krog |

| 13. april 2010 | Kitajska | 1 – 3 | Islandija | Ledena dvorana Kreenholm, Narva |

| Poročilo tekme | Poročilo tekme             | Poročilo tekme  | Poročilo tekme                                                                                      | Poročilo tekme                      |
| -------------- | -------------------------- | --------------- | --------------------------------------------------------------------------------------------------- | ----------------------------------- |
| Začetek: 16:30 | 54:27 - Yin (Li, Cui) (PP) | (0–0, 0–1, 1–2) | 38:40 – Gislason (Aedel) 45:34 – Mikaelsson (Alengaard) 48:22 – Alengaard (Hedstrom, Jonsson) (PP2) | Gledalci: 134 Sodnik: Andris Ansons |

| 13. april 2010 | Estonija | 17 – 0 | Nova Zelandija | Ledena dvorana Kreenholm, Narva |

| Poročilo tekme | Poročilo tekme | Poročilo tekme  | Poročilo tekme | Poročilo tekme          |
| -------------- | --- | --------------- | -------------- | ----------------------- |
| Začetek: 20:00 | 1:41 – Semjonov (Titarenko) (PP) 3:40 – Makrov (Petrov) 12:10 – Nekrassov (Ossipov, Titarenko) 29:13 – Kolpakov (Semjonov, Karik) 31:30 – Petrov (Makrov, Ossipov) (PP) 32:08 – Kaljuste (Suvaoja) 32:28 – Makrov (Semjonov, Suur) 34:02 – Nekrassov (Kolpakov) 34:59 – Rooba (Makrov, Ossipov) 39:17 – Semjonov (Sildre, Pankov) 39:33 – Pankov (Karik) 43:48 – Suvaoja (Kolpakov) 53:30 – Suvaoja (Semjonov, Suur) 54:38 – Semjonov (Sibrtsev) 55:08 – Nekrassov (Rooba) 55:47 – Nekrassov (Karik, Rooba) 59:13 – Makrov (Suur) (PP) | (3–0, 8–0, 6–0) |                | Sodnik: Pawel Meszynski |

| 14. april 2010 | Izrael | 2 – 7 | Kitajska | Ledena dvorana Kreenholm, Narva |

| Poročilo tekme | Poročilo tekme                                           | Poročilo tekme  | Poročilo tekme | Poročilo tekme                        |
| -------------- | -------------------------------------------------------- | --------------- | --- | ------------------------------------- |
| Začetek: 13:00 | 8:44 – Sherbatov (Frenkel) (PP) 11:24 – Frenkel (Spivak) | (2–2, 0–1, 0–4) | 10:38 – Guo (Lang, Wang) 13:28 – Cui (L. Chen, Li) (PP) 37:43 – Yin (Qu) 41:48 – Fu (Li, Cui) 55:45 – Li (Wang) 56:44 – Wang (L. Chen, Z. Chen) (PP) 57:44 – Yin (Fu, Li) | Gledalci: 104 Sodnik: Pawel Meszynski |

| 14. april 2010 | Nova Zelandija | 1 – 14 | Romunija | Ledena dvorana Kreenholm, Narva |

| Poročilo tekme | Poročilo tekme               | Poročilo tekme  | Poročilo tekme | Poročilo tekme                      |
| -------------- | ---------------------------- | --------------- | --- | ----------------------------------- |
| Začetek: 16:30 | 23:44 – Speirs (Eaden, Down) | (0–2, 1–8, 0–4) | 3:04 – Molnar (PS) 4:17 – Mihaly (Moldovan, Adorjan) 21:07 – R. Peter (Z. Antal, Hozo) 23:06 – C. Nagy (Moldovan, L. Peter) 23:25 – Timaru (C. Nagy, L. Peter) 25:54 – Timaru (L. Peter, Virag) 27:33 – Molnar (Virag, C. Nagy) 28:58 – Mihaly (Moldovan) 32:27 – Virag (I. Antal, Z. Antal) 38:07 – Mihaly (Zsok, Badilidesz) 43:25 – Mihaly (Adorjan, Fulop) 45:57 – Gliga (R. Peter, I. Nagy) 48:44 – Timaru (I. Antal) (PP) 51:45 – R. Peter (Szocs, Gliga) | Gledalci: 147 Sodnik: Andris Ansons |

| 14. april 2010 | Islandija | 1 – 6 | Estonija | Ledena dvorana Kreenholm, Narva |

| Poročilo tekme | Poročilo tekme                               | Poročilo tekme  | Poročilo tekme | Poročilo tekme                       |
| -------------- | -------------------------------------------- | --------------- | --- | ------------------------------------ |
| Začetek: 20:00 | 7:20 – Hedstrom (Mikaelsson, Alengaard) (PP) | (1–3, 0–1, 0–2) | 6:15 – Rooba (Sorokin) (SH) 16:01 – Titarenko (Makrov, Suur) (PP) 19:54 – Sildre (Suur, Makrov) 24:55 – Makrov (Sildre, Petrov) 51:02 – Sildre (Makrov, Petrov) 54:04 – Sorokin (Makrov, Sildre) (PP) | Gledalci: 683 Sodnik: Ruud van Baast |

| 16. april 2010 | Kitajska | 1 – 2 | Nova Zelandija | Ledena dvorana Kreenholm, Narva |

| Poročilo tekme | Poročilo tekme                  | Poročilo tekme  | Poročilo tekme                                                 | Poročilo tekme                      |
| -------------- | ------------------------------- | --------------- | -------------------------------------------------------------- | ----------------------------------- |
| Začetek: 13:00 | 33:00 – Wang (Zhang, Chen) (PP) | (0–1, 1–0, 0–1) | 4:54 – Huber (Haines, Eden) 47:40 – Speirs (Eaden, Down) (PP2) | Gledalci: 83 Sodnik: Ruud van Baast |

| 16. april 2010 | Islandija | 6 – 2 | Izrael | Ledena dvorana Kreenholm, Narva |

| Poročilo tekme | Poročilo tekme | Poročilo tekme  | Poročilo tekme                                           | Poročilo tekme                       |
| -------------- | --- | --------------- | -------------------------------------------------------- | ------------------------------------ |
| Začetek: 16:30 | 0:17 – Alengaard (Mikaelsson) 7:09 – Alengaard (Jonsson) 19:36 – Alengaard 37:27 – Alengaard (Arnason) (PP) 43:38 – R. Hedstrom (Alengaard) 55:07 – R. Hedstrom (Alengaard, Mikaelsson) (PP) | (3–0, 1–2, 2–0) | 20:38 – Frenkel (Levy, Avneri) 31:32 – Frenkel (Korotin) | Gledalci: 97 Sodnik: Pawel Meszynski |

| 16. april 2010 | Romunija | 1 – 7 | Estonija | Ledena dvorana Kreenholm, Narva |

| Poročilo tekme | Poročilo tekme                      | Poročilo tekme  | Poročilo tekme | Poročilo tekme     |
| -------------- | ----------------------------------- | --------------- | --- | ------------------ |
| Začetek: 20:00 | 36:33 – Hozo (R. Peter, Szocs) (PP) | (0–2, 1–4, 0–1) | 9:59 – Makrov (Ivanov) 17:16 – Makrov (Ivanov) 22:55 – Petrov (Suur, Makrov) (PP) 23:05 – Semjonov (Sildre) 23:21 – Makrov (Ivanov, Petrov) 30:01 – Ivanov (Petrov) 53:57 – Nekrassov (Kolpakov) | Sodnik: Asger Krog |

### Nagrade
Najboljši igralci, izbrani s strani direktorata:
- Najkoristnejši igralec (MVP):  Andrej Makrov
- Najboljši vratar:  Mark Rajevski
- Najboljši branilec:  Dmitri Suur
- Najboljši napadalec:  Andrej Makrov

### Vodilni strelci
| Igralec           | OT | G  | P  | TOČ | +/- | KM |
| ----------------- | -- | -- | -- | --- | --- | -- |
| Andrej Makrov     | 5  | 14 | 14 | 28  | +21 | 12 |
| Dmitri Suur       | 5  | 5  | 13 | 18  | +17 | 2  |
| Aleksandr Petrov  | 5  | 6  | 11 | 17  | +19 | 4  |
| Emil Alengaard    | 5  | 6  | 6  | 12  | +1  | 8  |
| Maksim Ivanov     | 5  | 4  | 8  | 12  | +14 | 6  |
| Anton Nekrasov    | 5  | 8  | 3  | 11  | +13 | 0  |
| Maksim Semjonov   | 5  | 4  | 7  | 11  | +14 | 2  |
| Csanad Virag      | 5  | 6  | 4  | 10  | +11 | 12 |
| Vassili Titarenko | 5  | 4  | 5  | 9   | +8  | 0  |
| Sergei Frenkel    | 5  | 5  | 3  | 8   | -12 | 6  |
| Ede Mihaly        | 5  | 5  | 3  | 8   | +8  | 4  |
| Zsolt Molnar      | 5  | 4  | 4  | 8   | +9  | 0  |
| Zsombor Antal     | 5  | 3  | 5  | 8   | +13 | 0  |
| Ervin Moldovan    | 5  | 3  | 5  | 8   | +6  | 2  |

### Vodilni vratarji
V preglednici je navedenih najboljših pet vratarjev, ki so za svoje reprezentance na ledu prebili vsaj 40% igralnega časa.
| Igralec                | MIN    | SOG | GA | GAA  | %     | SO |
| ---------------------- | ------ | --- | -- | ---- | ----- | -- |
| Mark Rajevski          | 240:00 | 89  | 2  | 0.50 | 97,75 | 2  |
| Xie Ming               | 120:00 | 52  | 4  | 2.00 | 92,31 | 0  |
| Dennis Hedstrom        | 240:00 | 141 | 12 | 3.00 | 91,49 | 0  |
| Adrian Catrinoi Cornea | 188:29 | 101 | 12 | 3.82 | 88,12 | 0  |
| Liu Xue                | 180:00 | 168 | 22 | 7.33 | 86,90 | 0  |

Za obrazložitev tabele glej sem.